# Actor
Pels personatges de la mitologia grega amb el nom Actor, vegeu Actor (mitologia)

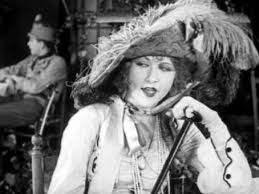
Actriu actuant en una pel·lícula

Un actor o una actriu és una persona que actua en una producció d'arts escèniques o visuals. Aquest mot es refereix normalment a algú que treballa en una pel·lícula, televisió, teatre, o la ràdio, i al carrer. A vegades actuant a la paraula s'afegeix el cant i la dança.
Des del segle xix, el nombre d'actor professionals va creixent. Amb l'aparició del cinema, que projecta una mateixa obra arreu al món, la fam de certs actors va ultrapassar límits locals i fins a esdevenir mundial.

## Història

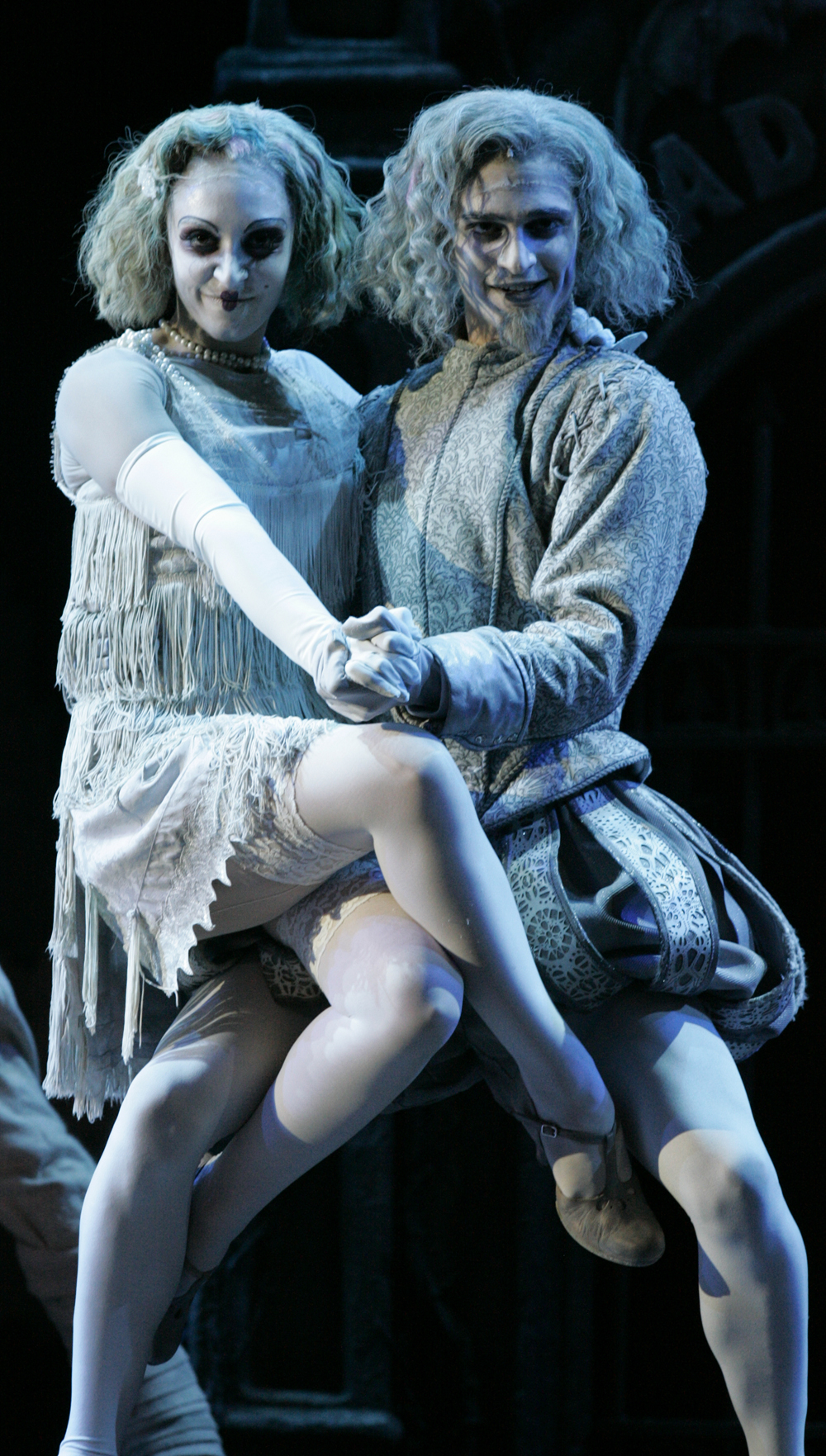
Actors interpretant persones del passat

El primer actor dels qual es té constància a Occident, és el 534 aC, quan el grec Tespis va representar al Teatre de Dionís, i hauria sigut el primer que va actuar i crear una companyia d'actors ambulants. Abans de la representació de Tespis, les històries es cantaven i dansaven en un estil narratiu en tercera persona. En referència a Tespis, es refereix als actors, a vegades, com a Tespis. El mite teatral manté fins avui que Tespis existeix com un esperit maliciós, i dels desastres en el teatre es dona la culpa, a vegades, a la intervenció del seu fantasma. A la Grècia clàssica, només els homes podien ser actors. Es tapaven la cara amb màscares grotesques. Continuaren d'aquesta manera durant l'Imperi Romà.

### Primeria del cristianisme
Per a gent amb una religió que aspirava a la puresa i la integritat moral, el teatre romà mai va tenir cap possibilitat de sobreviure. Els primers cristians veien el teatre com una institució basada en el paganisme i arrelada en els ideals del que ells consideraven com a «immoralitat hedonista». Els actors de mim romans van respondre burlant-se de l'Església i de les seves institucions més sagrades, els sagraments i sobretot del baptisme. Tot i aixùo, la jove Església es va adonar que havia de ser curosa amb els seus atacs contra els mims i actors. Com la majoria del cristians, els actors romans provenien de les classes socials baixes, principal base del proselitisme cristià. Nogensmenys va decretar que l'ofici d'actor era incompatible amb la conversió. Autoritzava a una cristiana casar-se amb un actor, a condició que aquest renunciés a la seva professió. Devers l'any 200, el pare de l'Església Tertul·lià va escriure De spectaculis, una diatriba vehement contra tot el món del teatre i dels actors.
Des que el cristianisme va esdevenir religió d'estat fins ben entrat a l'edat mitjana, el teatre decaigué, perquè era malvist si no prohibit.

### Alta edat mitjana
Els joglars són considerats per alguns experts com els actors, com que interpretaven les cançons dels trobadors.

El teatre modern va començar amb els autos sacramentals; com a mostra d'aquestes obres es pot citar el Misteri d'Elx, que encara avui es representa cada any a la ciutat esmentada.

### Renaixement i enllà
Durant el Renaixement i el Barroc, el teatre, juntament amb els actors, tornà a créixer, i els actors es començaren a convertir en professionals. La primera confraria de comediants de Barcelona, la de Nostra Senyora de la Novena, va néixer a mitjan segle xvii, a iniciativa de la companyia del madrileny Manuel Álvarez Vallejo, que havia participat en la fundació de la confraria a Madrid. A Mallorca, la primera confraria es fundà uns anys més tard, també a iniciativa d'Álvarez Vallejo, i celebrava la seva festa, en honor de la mateixa patrona, el 19 de juny a l'església del convent del Carme, on tenien una capella dedicada a la patrona, amb una pintura que presidia la capella (anteriorment havia estat dedicada a sant Andreu Corsini i al beat Joan de la Creu.
L'aparició de l'òpera requerí actors que també fossin cantants.

## El mot

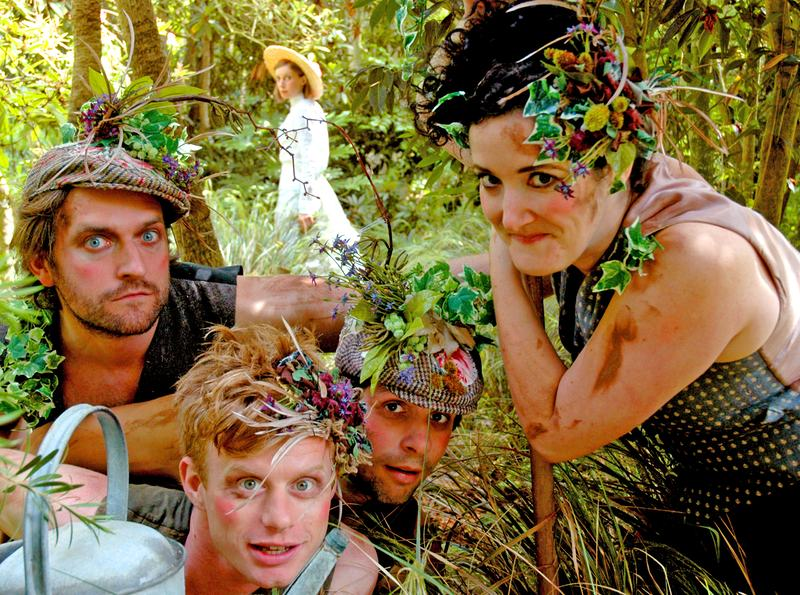
Actors al

En el passat, el mot "actor" es referia només als homes. Les dones no van actuar fins al segle xvii. En el teatre antic i medieval es considerava ple de desgràcies que una dona pugés a escena. Això va continuar fins al segle xvii, quan a Venècia es va trencar aquest costum. En el temps de William Shakespeare, els papers de les dones es feien per homes o al·lots, si bé hi ha proves que dones disfressades d'home també (legalment) haurien actuat.
Un actor o actriu usualment crea i desenvolupa amb una poètica pròpia un personatge de ficció, que pot ser basat en algú viu que hagi existit, fins i tot en la pròpia persona que actua, i les seves relacions amb ella mateixa, els altres personatges i l'entorn, basant-se en les circumstàncies en què es troba. Antonin Artaud defineix l'actor o actriu com "l'atleta del cor", en el sentit de "l'atleta de les emocions".

## Tipus d'actors
Alguns actors s'especialitzen en alguns gèneres, per exemple, teatre musical, com l'Àngels Gonyalons, o en cinema porno, com el pornostar Nacho Vidal. Els actors de doblatge o dobladors posen veus a dibuixos animats, personatges a la ràdio, veus en off i a formats audiovisuals gravats originàriament en una llengua estrangera.

## Actors cèlebres i llistes d'actors

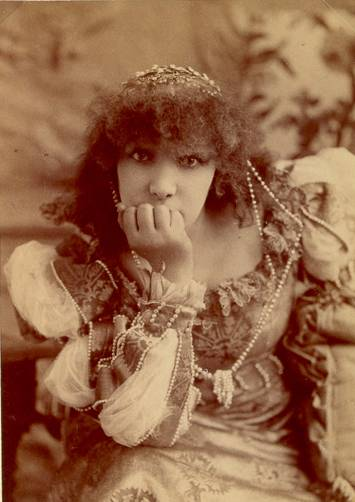
L'actriu Sarah Bernhardt

D'entre els actors catalans cal esmentar Joan Capri, Mary Santpere, Núria Espert, Montserrat Carulla, Mercè Bruquetas, Pau Garsaball. Entre les noves generacions destaquen Lluís Homar, Ramon Madaula, Emma Vilarasau, Pep Anton Muñoz, Vicky Peña, Sergi López, etc.
Alguns famosos actors de teatre espanyols són Fernando Fernán-Gómez i Lola Herrera, entre d'altres.
Entre els europeus i de cinema es poden esmentar, entre d'altres, als espanyols, com Victoria Abril, Penélope Cruz, Antonio Banderas, els italians Monica Bellucci i Alberto Sordi, el francès Jean Reno, etc.
A causa de les regles de l'economia actual, i a la gran promoció publicitària de les pel·lícules d'aquest país, els actors de cinema i televisió més coneguts internacionalment solen ser estatunidencs, com Charlot o Marilyn Monroe.

## Actrius en papers masculins

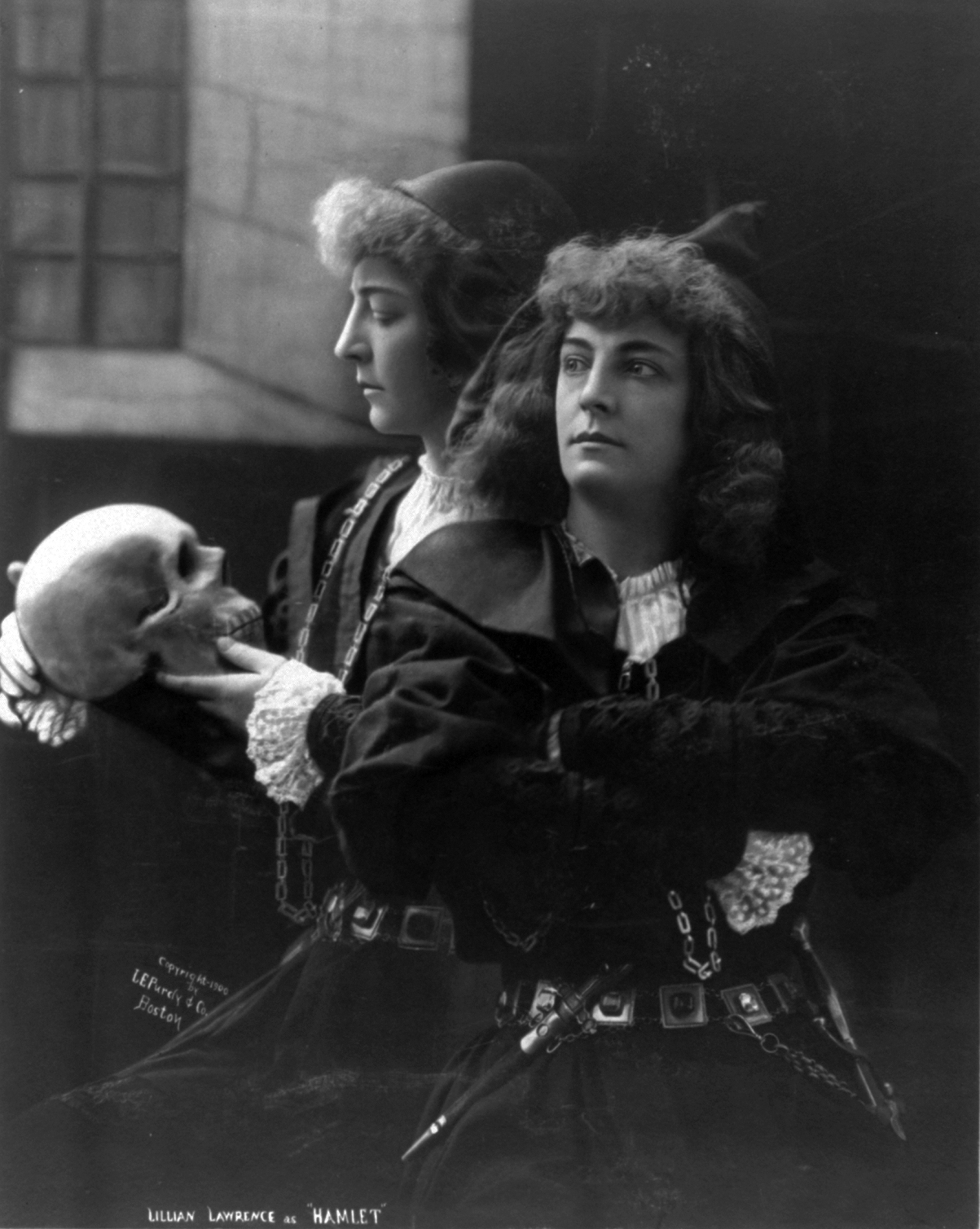
L'actriu Lillian Lawrence fent de Hamlet

Algunes actrius, algunes vegades han representat papers masculins. El paper de Peter Pan, per exemple, és representat tradicionalment per una dona. La veu dels personatges infantils, femenins i masculins, als films d'animació és generalment posada per una dona.
Blanca Portillo ha interpretat el personatge de Hamlet al Teatro Español de Madrid i dirigida per Tomaz Pandur. Aquest personatge, i en aquesta obra, al teatre, ja l'havia interpretat per exemple l'actriu Sarah Bernhardt al segle xix. A Barcelona, a les representacions d'obres de Shakespeare que es fan al Teatre Lliure és habitual que actrius facin alguns papers masculins, és el cas, per exemple, d'Otel·lo (any 2006-2007), dirigit per Carlota Subirós, al qual l'actriu Àngela Jové fa de duc de Venècia i també hi ha una actriu que fa de soldat home; o de Juli Cèsar (2002), dirigit per Àlex Rigola, al qual Mireia Aixalà fa de Lèpid.
Als Estats Units, Mary Pickford representà el paper del jove lord Fauntleroy a la primera versió del llibre. Linda Hunt guanyà un Oscar a la millor actriu secundària per la seva actuació a The Year of Living Dangerously, pel·lícula en la qual representava un home.

## Actors vestits de dona
Antigament i fins a la comèdia de l'art, eren únicament els homes els que actuaven, fent per tant tots els papers masculins i els femenins. En l'actualitat, els actors rarament interpreten papers femenins, sinó que sovint es limiten a vestir-se de dona, gairebé sempre amb l'objectiu de caricatura burleta. Al cinema, actors com José Luis López Vázquez (Mi querida señorita), Jack Lemmon (Ningú no és perfecte) i Dustin Hoffman (Tootsie) apareixen en comèdies com a homes vestits de dona. En teatre podem citar, per exemple, Joan Pera, a La jaula de las locas, representada al Teatre Condal de Barcelona.
Trobem homes interpretant dones per artistes d'altres modalitats, un exemple són els ballarins dels Ballets Trockadero de Montecarlo.

### Transvestisme
Un cas particular és el del transvestisme. A l'època actual podem destacar, per la seva qualitat interpretativa i sensibilitat, l'actor Àngel Pavlovsky, per exemple.

## Premis als actors
- Premi Butaca (films i teatre)
- Premi Gaudí (films)
- Premi Sant Jordi (films)
- Premi Goya (films)
- Premi César (films)
- Premi a la interpretació (Festival de Cannes) (film)
- Ós de Plata (Berlinale) (films)
- Premi Sebastiane (films)
- Lleó d'Or (Mostra de Venècia) (films)
- Premi Oscar (EUA) (films)
- Premi Globus d'Or (films)
- Premi BAFTA (films)
- Premi Max (teatre)
- Premi Memorial Margarida Xirgu (teatre)
- Premi Olivier (teatre)
- Premi Molière (teatre)
- European Theatre Awards (teatre)
- Premi Tony (teatre)